# برونو لوبيز (لاعب كرة قدم)
برونو لوبيز (19 مايو 1995 بلوندرينا في البرازيل - ) هو لاعب كرة قدم برازيلي في مركز الهجوم.

## وصلات خارجية
- برونو لوبيز (لاعب كرة قدم) على موقع Soccerway.com (الإنجليزية)
- برونو لوبيز (لاعب كرة قدم) على موقع عالم كرة القدم.نت (الإنجليزية)
- برونو لوبيز (لاعب كرة قدم) على موقع AS.com (الإسبانية)